# Janów (województwo warmińsko-mazurskie)
Janów – osada w Polsce położona w województwie warmińsko-mazurskim, w powiecie elbląskim, w gminie Elbląg. Leży przy drodze ekspresowej S7 i linii kolejowej nr 204.
W latach 1975–1998 miejscowość administracyjnie należała do województwa elbląskiego.
Wieś słynie z kilku atrakcji turystycznych położonych w samej miejscowości oraz w pobliżu. We wsi znajduje się zespół pałacowo-parkowy z 1886 roku, wybudowany na miejscu dawnego dworu z 1383 r. Jednak najważniejszą atrakcją są pozostałości wczesnośredniowiecznej pruskiej osady Truso, opisanej przez angielskiego żeglarza Wulfstana w IX wieku. Ponieważ miejscowość położona jest na wzniesieniu, rozciąga się z niej widok na jezioro i rezerwat przyrody Drużno. Jezioro łączy się z Kanałem Elbląskim, którego atrakcją są wciąż czynne XIX-wieczne pochylnie.

## Zabytki
Do wojewódzkiego rejestru zabytków wpisane są obiekty:
- zespół pałacowy i folwarczny,
- pałac, 1866 
  - park, 2 poł. XIX
- folwark